# Arctolamia fasciata
Arctolamia fasciata là một loài bọ cánh cứng trong họ Cerambycidae.